# 앙리 강스
앙리 강스(프랑스어: Henri Gance, 1888년 3월 17일 ~ 1953년 11월 29일)는 프랑스의 역도 선수로 1920년 안트베르펀 올림픽에 나가 미들급 부문에서 금메달을 획득하였다.
파리에서 태어나 사망한 강스는 1908년에 역도를 시작했고 1920년 프랑스 선수권 대회에서 우승하였다.